# Atractus fuliginosus
Atractus fuliginosus este o specie de șerpi din genul Atractus, familia Colubridae, descrisă de Hallowell 1845. Conform Catalogue of Life specia Atractus fuliginosus nu are subspecii cunoscute.